# Phyllis Francis
Phyllis Chanez Francis (New York, 4 maggio 1992) è una velocista statunitense, specializzata nei 400 metri piani, disciplina di cui è stata campionessa mondiale a Londra 2017.

## Palmarès
| Anno | Manifestazione   | Sede           | Evento      | Risultato | Prestazione | Note                                     |
| ---- | ---------------- | -------------- | ----------- | --------- | ----------- | ---------------------------------------- |
| 2015 | World Relays     | Nassau         | 4×400 m     | Oro       | 3'19"39     | Record dei campionati                    |
| 2015 | Mondiali         | Pechino        | 400 m piani | 7ª        | 50"51       |                                          |
| 2015 | Mondiali         | Pechino        | 4×400 m     | Argento   | 3'19"44     | [ 1 ]                                    |
| 2016 | Giochi olimpici  | Rio de Janeiro | 400 m piani | 5ª        | 50"41       |                                          |
| 2016 | Giochi olimpici  | Rio de Janeiro | 4×400 m     | Oro       | 3'19"06     | Miglior prestazione personale stagionale |
| 2017 | World Relays     | Nassau         | 4×200 m     | Bronzo    | 1'30"87     | [ 1 ]                                    |
| 2017 | World Relays     | Nassau         | 4×400 m     | Oro       | 3'24"36     | Miglior prestazione mondiale stagionale  |
| 2017 | Mondiali         | Londra         | 400 m piani | Oro       | 49"92       | Miglior prestazione personale            |
| 2017 | Mondiali         | Londra         | 4×400 m     | Oro       | 3'19"02     | Miglior prestazione mondiale stagionale  |
| 2018 | Campionati NACAC | Toronto        | 200 m piani | Bronzo    | 22"91       |                                          |
| 2019 | Mondiali         | Doha           | 400 m piani | 5ª        | 49"61       | Miglior prestazione personale            |
| 2019 | Mondiali         | Doha           | 4×400 m     | Oro       | 3'18"92     | Miglior prestazione mondiale stagionale  |

## Campionati nazionali
- 1 volta campionessa nazionale indoor dei 300 m piani (2017)